# NGC 6022
NGC 6022 (również PGC 56495) – galaktyka spiralna z poprzeczką (SBbc), znajdująca się w gwiazdozbiorze Węża. Odkrył ją Édouard Jean-Marie Stephan 19 maja 1881 roku. Jest to galaktyka z aktywnym jądrem typu LINER.